# 中山大学公共卫生学院
中山大学公共卫生学院（School of Public Health, Sun Yat-sen University），是中山大学下属院系之一，始建于1956年。该院位于中山大学广州校区北校园。

## 沿革
中山大学公共卫生学院的前身为1956年成立的广州医学院卫生学教研室。1957年，广州医学院更名为中山医学院，该教研室随之更名为中山医学院卫生学教研室。
1976年，在卫生学教研室的基础上，中山医学院公共卫生系成立。1985年，中山医学院更名为中山医科大学，该系随之更名为中山医科大学公共卫生系。
1986年，该系更名为中山医科大学公共卫生学院。2001年，中山医科大学并入中山大学，该院更名为中山大学公共卫生学院。

## 机构设置

### 系
- 劳动卫生与环境卫生学系
- 卫生毒理学系
- 营养学系
- 妇幼卫生学系
- 流行病学系
- 医学统计学系
- 卫生管理学系

### 中心
- 卫生检验与检疫中心
- 实验教学中心

## 专业设置
截止至2022年7月，中山大学公共卫生学院有公共卫生与预防医学、公共管理两个一级学科博士学位授予权，并有公共卫生硕士（MPH）专业学位授予权，下设专业（方向）有：
- 博士、硕士专业方向：
  - 学术学位：流行病与卫生统计学、卫生毒理学、劳动卫生与环境卫生学、营养与食品卫生学、儿少与妇幼保健学、社会医学与卫生事业管理[2][3]
  - 专业学位：公共卫生硕士[3]
- 本科专业：预防医学[4]